# Joyce Vincent
Pour les articles homonymes, voir Vincent.
Joyce Carol Vincent, née le 19 octobre 1965 et morte d’une cause inconnue en décembre 2003, est une femme britannique dont la mort est restée insoupçonnée plusieurs années.
Son cadavre a été retrouvé gisant sur le canapé de son studio du nord de Londres. Avant sa mort, elle rompt quasiment tout contact avec ses proches. Elle démissionne de son emploi en 2001 puis emménage dans un refuge pour victimes de maltraitance. À la même époque, elle commence à réduire les contacts avec ses amis et sa famille. Elle meurt dans son studio autour de décembre 2003 sans que sa famille, ses collègues ou encore ses voisins ne s'en rendent compte. Ses restes sont découverts le 25 janvier 2006, soit deux ans après sa mort. Celle-ci est probablement liée à une crise d'asthme ou bien à des complications inhérentes à son récent ulcère gastro-duodénal. 
Sa vie et sa mort sont le sujet du film Dreams of a Life (en), un docudrame sorti en 2011. Le film et la vie de Vincent inspirent également l'album du musicien Steven Wilson, Hand. Cannot. Erase. ainsi que le nom et le premier single du groupe Miss Vincent, intitulé No One Knew. En 2017, le poète Joel Sadler-Puckering inclut un poème sur Vincent dans sa collection, I Know Why the Gay Man Dances. Le poème reprend des détails de la vie de Vincent narrés dans le documentaire Dreams of a Life.

## Biographie
Joyce naît  Hammersmith le 19 octobre 1965 et grandit près de Fulham Palace Road. Ses parents émigrent à Londres en provenance de Grenade ; elle est d'origine Dougla. Son père Lawrence, charpentier, est d'origine africaine, et sa mère, Lyris, est d'origine indienne. À la suite d'une opération, sa mère meurt alors qu'elle n'a que onze ans et ses quatre sœurs aînées prennent la responsabilité de son éducation,. Elle entretient une relation conflictuelle avec un père émotionnellement distant qui, selon elle, meurt en 2001 — en réalité, il décède en 2004 sans savoir que sa fille l'a précédé dans la tombe,. Elle fréquente l'école primaire Melcombe puis l'école Fulham Gilliatt pour filles qu’elle quitte à l'âge de seize ans sans aucune qualification. 
En 1985, Vincent commence à travailler comme secrétaire chez OCL à Londres. Elle travaille ensuite chez C.Itoh et Law Debenture avant de rejoindre Ernst & Young. Elle évolue au département de la trésorerie d'Ernst & Young pendant quatre ans, mais démissionne en mars 2001 pour des raisons inconnues. Peu de temps après, Vincent passe quelque temps dans un refuge pour enfants à Haringey, tout en travaillant comme femme de ménage dans un hôtel. Au cours de cette période, elle s'éloigne de sa famille. Une source citée dans l'enquête déclare : « Elle s'est détachée de sa famille sans qu'il n'y ait eu aucun conflit. C'est une famille très sympa. Nous supposons qu'elle était en couple et qu'elle subissait des violences conjugales. » Elle éprouvait probablement de la honte à être victime de violences conjugales ou bien elle ne souhaitait pas être retrouvée par son agresseur. 
En février 2003, Vincent est installée dans le studio — dans lequel son cadavre sera retrouvé — se trouvant au-dessus du Wood Green Shopping City. L'appartement, propriété du Metropolitan Housing Trust, sert à loger les victimes de maltraitance. En novembre 2003, après avoir vomi du sang, elle est admise à l'hôpital North Middlesex pendant deux jours à la suite d'un ulcère gastroduodénal.

## Décès
Vincent meurt de causes inconnues autour de décembre 2003. Elle est asthmatique et c'est une crise d'asthme ou encore des complications dues à son récent ulcère gastroduodénal qui sont suggérés comme causes possibles du décès. Son cadavre est « essentiellement squelettique » selon le pathologiste. Elle est retrouvée allongée sur le dos à côté d'un sac de courses, entourée de cadeaux de Noël emballés jamais offerts. On ignore à qui les cadeaux étaient destinés. La date de péremption des aliments retrouvés dans son réfrigérateur indique 2003. 
Les voisins ayant supposé que l'appartement était inoccupé, l'odeur des tissus corporels en décomposition est attribuée aux poubelles à proximité. Les fenêtres de l'appartement ne permettent pas de voir à l'intérieur du logement. Il s'agit d'un bâtiment bruyant, ce qui explique pourquoi personne ne prête attention au bruit continu de la télévision, restée allumée jusqu'à la découverte du cadavre. La moitié de son loyer est automatiquement versée au Metropolitan Housing Trust par des organismes de prestations, ce qui n'éveille pas les soupçons auprès des autorités. Néanmoins, pendant deux ans, 2 400 £ de loyers impayés s'accumulent et les responsables du logement décident par conséquent de reprendre possession de la propriété. Son cadavre est découvert le 25 janvier 2006 après que des huissiers de justice ont forcé l'entrée de l'appartement. La télévision et le chauffage fonctionnent toujours puisque ses factures sont automatiquement réglées par prélèvement automatique et remise de dette. 
Le Metropolitan Housing Trust déclare qu'en raison des allocations de logement couvrant les coûts du loyer pendant un temps à la suite de la mort de Vincent, les arriérés ne sont constatés que beaucoup plus tard. Le Trust déclare également qu'aucune inquiétude n'a jamais été soulevée par des voisins ou des visiteurs au cours des deux années écoulées entre sa mort et la découverte du corps. 
La décomposition avancée du cadavre de Vincent ne permet pas d'effectuer une autopsie complète, elle est par conséquent identifiée à partir de ses données dentaires. La police conclut à une mort naturelle puisque rien n'évoque un acte criminel : la porte d'entrée est fermée à double tour et il n'y a aucun signe d'effraction. Au moment de sa mort, elle a un petit ami que la police ne tracera jamais. Ses sœurs engagent un détective privé pour la retrouver et contactent l'Armée du salut, mais ces tentatives se révèlent infructueuses. Le détective retrouve tout de même l'endroit où elle vit ce qui permet à la famille de lui écrire sans toutefois recevoir de réponse car elle est déjà morte à ce moment-là. De ce fait, la famille suppose qu'elle a délibérément rompu tout lien avec eux,. 

Le Glasgow Herald rapporte : 
 « […] ses amis la considèrent comme quelqu'un qui fuit devant les problèmes, quitte son emploi en cas de dispute avec un collègue et qui déménage d'un appartement à l'autre dans tout Londres. Elle ne répond pas aux appels de sa sœur et ne semble pas avoir son propre cercle d'amis, comptant plutôt sur la compagnie d'inconnus devenant tantôt le nouveau petit ami, le collègue ou le colocataire. » 

## Dans la culture populaire

### Dreams of a Life
Un film sur Vincent, Dreams of a Life, écrit et réalisé par Carol Morley (en) avec Zawe Ashton dans le rôle de Joyce Vincent sort en 2011. Morley retrouve et interviewe des personnes ayant connu Vincent. Ils décrivent une belle femme, intelligente et socialement active avec une personnalité de haut vol qui, selon eux, « avait certainement une meilleure vie que la leur ». Au cours de sa vie, elle rencontre des personnalités telles que Nelson Mandela, Ben E. King, Gil Scott-Heron ou encore Betty Wright, et on lui connaît des conversations téléphoniques avec Isaac Hayes ainsi qu'un dîner avec Stevie Wonder. 

### Album de Steven Wilson
Le 4 novembre 2014, le musicien anglais Steven Wilson annonce la sortie de son quatrième album, intitulé Hand. Cannot. Erase. basé sur la vie de Vincent. Selon Wilson, cet album concept lui est inspiré à la suite du visionnage de Dreams of a Life. D'après le livre qui accompagne la sortie de l'album, il est évident que le personnage central est une version très romancée de Vincent : elle naît le 8 octobre 1978 d'une mère italienne et décède ou disparaît le 22 décembre 2014. Elle n'a qu'une sœur, « J. », brièvement entretenue par ses parents avant leur divorce. Dans l'album et le livre, les cadeaux de Noël sont destinés au frère éloigné de H. ainsi qu'à à sa famille. 

### Miss Vincent
Après avoir entendu l'histoire de Vincent, le chanteur Alex Marshall écrit une chanson sur sa vie. La chanson est initialement intitulée « Miss Vincent » mais le groupe décide finalement de changer le titre de la chanson pour « No One Knew », le titre original de la chanson servant à renommer le groupe. 